# Changīzīān
Changīzīān (persiska: چنگیزیان, Changarīān) är en ort i Iran.   Den ligger i provinsen Gilan, i den nordvästra delen av landet, 290 km nordväst om huvudstaden Teheran. Changīzīān ligger 9 meter över havet och antalet invånare är 410.
Terrängen runt Changīzīān är platt åt nordost, men åt sydväst är den kuperad.Runt Changīzīān är det tätbefolkat, med 493 invånare per kvadratkilometer. Närmaste större samhälle är Reẕvānshahr, 2,9 km nordväst om Changīzīān. I omgivningarna runt Changīzīān växer i huvudsak blandskog.